# Jonas Mekas
(Jonas Mekas, Manifesto del New American Cinema, 1960)
Jonas Mekas (IPA: [ˈjonɐs ˈmækɐs]) (Biržai, 24 dicembre 1922 – New York, 23 gennaio 2019) è stato un regista, poeta e artista lituano naturalizzato statunitense. 
È il fondatore, assieme al fratello Adolfas Mekas, della rivista Film Culture, e cofondatore dell'Anthology Film Archives. Trasferitosi a New York alla fine del 1949, è noto per i suoi film sperimentali riconducibili al movimento del New American Cinema.
A lui è intitolato il Jonas Mekas Visual Arts Center di Vilnius, in Lituania.

## Biografia

### Il periodo giovanile: L'europa e l'emigrazione negli USA
Nel 1944 Mekas lasciò la Lituana a causa della II guerra mondiale. Durante il viaggio, il suo treno fu fermato in Germania e Jonas assieme al fratello Adolfas Mekas (1925–2011) furono imprigionati per otto mesi nel campo di lavoro di Elmshorn, un sottoborgo di Amburgo. I due fratelli riuscirono a scappare e nascondersi vicino al confine danese, ospiti di una fattoria per due mesi, fino alla fine della guerra. Nell'immediato dopoguerra Mekas visse nei campi per migranti tra Wiesbaden e Kassel. Tra il 1946 ed il 1948 studiò filosofia all'Università Johannes Gutenberg di Magonza, per poi emigrare assieme al fratello negli Stati Uniti sul finire del 1949, stabilendosi a Williamsburg, Brooklyn, New York. Dopo due settimane dal suo arrivo, grazie ad un prestito, comprò la sua prima macchina da presa Bolex 16 millimetri ed iniziò a filmare alcuni tempi della sua vita. Fu in questo periodo che scopre i film d'avanguardia frequentando luoghi pionieristici come il Cinema 16 di Amos Vogel, per divenire presto il curatore delle proiezioni di cinema d'avanguardia al Gallery East di Avenue A e Houston Street, e a una serie di proiezioni del Film Forum al Carl Fisher Auditorium sulla 57ª Strada.

### Film Culture ed il New American Cinema
Nel 1954 Jonas e Adolfas fondarono Film Culture, una rivista cinematografica specializzata sul cinema sperimentale. Fu questo poi il periodo in cui Jonas iniziò a scrivere per il The Village Voice. Nel 1962 fu cofondatore della The Film-Makers' Cooperative e la Filmmakers' Cinematheque nel 1964, che poi evolse nella Anthology Film Archives, una delle più grandi ed importanti depositi al mondo di film d'avanguardia. Fu poi egli stesso uno dei registi del New American Cinema Group, assieme soprattutto al film-maker Lionel Rogosin. Ma fu anche un collaboratore stretto di artisti come Andy Warhol, Nico, Allen Ginsberg, Yōko Ono, John Lennon, Salvador Dalí, e il connazionale lituano George Maciunas.

## Libri
Nel 2024 in Francia la pubblicazione in contemporanea del libro di poesie che vanno dal 1948 al 2007, Debout parmi les choses, e del volume dedicato alla sua opera di cineasta, Mekas et le cinema di Cécile Tourneur, sono recensiti in una pagina di Cahiers du cinéma. Nella rivista parigina Pierre Eugène evidenzia la centralità della poesia in colui che, definito il guardiano dell'underground, pubblicò i suoi primi versi nel 1936 all'età di 14 anni, e il legame tra la poesia e il cinema in Mekas.

## Filmografia

### Regista
- Guns of the Trees (1962)
- Film Magazine of the Arts (1963)
- The Brig (1964)
- Empire (1964)
- Award Presentation to Andy Warhol (1964)
- Report from Millbrook (1964–65)
- Hare Krishna (1966)
- Notes on the Circus (1966)
- Cassis (1966)
- The Italian Notebook (1967)
- Time and Fortune Vietnam Newsreel (1968)
- Walden (Diaries, Notes, and Sketches) (1969)
- Reminiscences of a Journey to Lithuania (1971–72)
- Lost, Lost, Lost (1976)
- In Between: 1964–8 (1978)
- Notes for Jerome (1978)
- Paradise Not Yet Lost (also known as Oona's Third Year) (1979)
- Scenes from the Life of Andy Warhol: Friendships and Intersections (1982)
- Street Songs (1966/1983)
- Cups/Saucers/Dancers/Radio (1965/1983)
- Erik Hawkins: Excerpts from “Here and Now with Watchers”/Lucia Dlugoszewski Performs (1983)
- He Stands in a Desert Counting the Seconds of His Life (1969/1985)
- Scenes from the Life of Andy Warhol (1990)
- Mob of Angels/The Baptism (1991)
- Dr. Carl G. Jung or Lapis Philosophorum (1991)
- Quartet Number One (1991)
- Mob of Angels at St. Ann (1992)
- Zefiro Torna or Scenes from the Life of George Maciunas (1992)
- The Education of Sebastian or Egypt Regained (1992)
- He Travels. In Search of... (1994)
- Imperfect 3-Image Films (1995)
- On My Way to Fujiyama I Met… (1995)
- Happy Birthday to John (1996)
- Memories of Frankenstein (1996)
- Birth of a Nation (1997)
- Scenes from Allen's Last Three Days on Earth as a Spirit (1997)
- Letter from Nowhere – Laiskas is Niekur N.1 (1997)
- Symphony of Joy (1997)
- Song of Avignon (1998)
- Laboratorium (1999)
- Autobiography of a Man Who Carried his Memory in his Eyes (2000)
- This Side of Paradise (1999)
- Notes on Andy's Factory (1999)
- Mysteries (1966–2001)
- As I Was Moving Ahead Occasionally I Saw Brief Glimpses of Beauty (2000)
- Remedy for Melancholy (2000)
- Ein Maerchen (2001)
- Williamsburg, Brooklyn (1950–2003)
- Mozart & Wien and Elvis (2000)
- Travel Songs (1967–1981) n
- Dedication to Leger (2003)
- Notes on Utopia (2003) 30 min,
- Letter from Greenpoint (2004)
- 365 Day Project (2007), 30 hours.
- Notes on American Film Director: Martin Scorsese (2007), 80 minutes.
- Lithuania and the Collapse of USSR (2008), 4 hours 50 minutes.
- Sleepless Nights Stories (Premiere at the Berlinale 2011)
- My Mars Bar Movie (2011)
- Correspondences: José Luis Guerin and Jonas Mekas (2011)
- Reminiszenzen aus Deutschland (2012)
- Out-takes from the Life of a Happy Man (2012)

### Attore
- Fragments of Paradise, presentato alla Mostra internazionale d'arte cinematografica nel 2022 e vincitore del premio Venezia Classici per il miglior documentario sul cinema, regia di KD Davison (2022)[5]